# Regiunea Stalin

Regiunea Stalin în cadrul împărțirii administrative a României 1950-1952

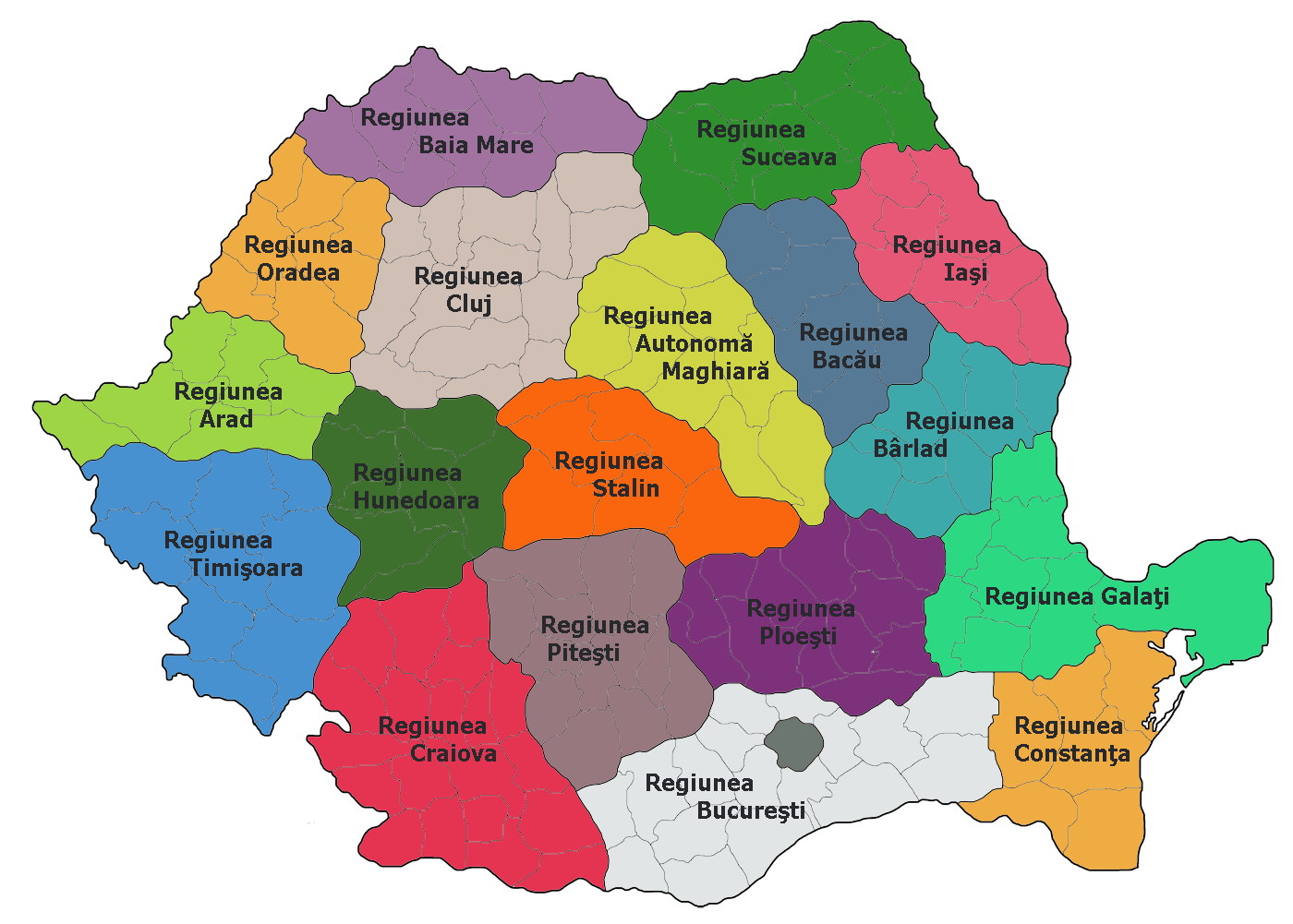
Regiunea Stalin în cadrul împărțirii administrative a României (1953)

Regiunea Stalin a fost o diviziune administrativ-teritorială situată în centrul Republicii Populare Române,  înființată în anul 1950, când au fost desființate județele (prin Legea nr.5/6 septembrie 1950). Ea a existat până în anul 1960, când a fost înființată regiunea Brașov. 

## Istoric
La 6 septembrie 1950, Marea Adunare Națională a votat Legea nr. 5 pentru împărțirea teritoriului Republicii Populare Române în regiuni, orașe, raioane și comune. Astfel, au fost create 28 de regiuni și 177 raioane. Regiunea Stalin avea în subordine raioanele: Ciuc, Odorhei, Racoș, Sfântu Gheorghe, Stalin și Târgu Secuiesc. Reședința regiunii Stalin a fost stabilită în Orașul Stalin (Brașov).
În urma Decretului cu nr. 331 din 27 septembrie 1952, numărul regiunilor a fost redus la 18. Raioanele Ciuc, Odorhei, Sfântu Gheorghe și Târgu Secuiesc trec la nou înființata Regiune Autonomă Maghiară. În schimb, în regiunea Stalin sunt incluse raioanele Sibiu, Făgăraș, Mediaș, Agnita, Sighișoara și Târnăveni. Prin Decretul nr. 12 din 1956, numărul regiunilor s-a redus la 16, dar regiunea Stalin a rămas neschimbată. În 1960, denumirea regiunii și a orașului reședință sunt schimbate înapoi în Brașov.

## Vecinii regiunii Stalin
Regiunea Stalin se învecina:
- 1950-1952: la est cu regiunile Bacău și Putna, la sud cu regiunile Buzău, Prahova și Argeș, la vest cu regiunea Sibiu, iar la nord cu regiunea Mureș.
- 1952-1960: la nord-est cu Regiunea Autonomă Maghiară, la sud-est cu regiunea Ploiești, la sud cu Pitești, la vest cu regiunea Hunedoara, iar la nord-vest cu regiunea Cluj.

## Raioanele regiunii Stalin
Regiunea Stalin a cuprins următoarele raioane: 
- 1950–1952: Ciuc, Odorhei, Racoș, Stalin, Sfântu Gheorghe, Târgu Secuiesc
- 1952–1960: Agnita, Codlea, Făgăraș, Mediaș, Rupea, Sibiu, Sighișoara, Târnăveni, plus orașele de subordonare regională Mediaș, Sibiu și Orașul Stalin